# Oyama (Tochigi)
Oyama (小山市 Oyama-shi?) es una ciudad del Japón en la Prefectura de Tochigi.
Su población estimada es de 162.283 habitantes (2008), la segunda en la prefectura, tras la capital, Utsunomiya. Oyama es considerada como parte del área metropolitana de Tokio.
La ciudad se levanta a ambos lados del río Omoigawa. La estación de tren de Oyama incluye una plataforma del Tohoku Shinkansen o tren bala.
Oyama recibió la categoría de ciudad el 31 de marzo de 1954.
Una de las mayores empleadoras en la ciudad es la empresa Komatsu, dedicada a la metalurgia, fabricación de equipos para la construcción y la minería, motores diésel y equipos hidráulicos.

## Ciudades hermanas
- Cairns, desde el 15 de mayo de 2006
- Mission, Columbia Británica

## Galería

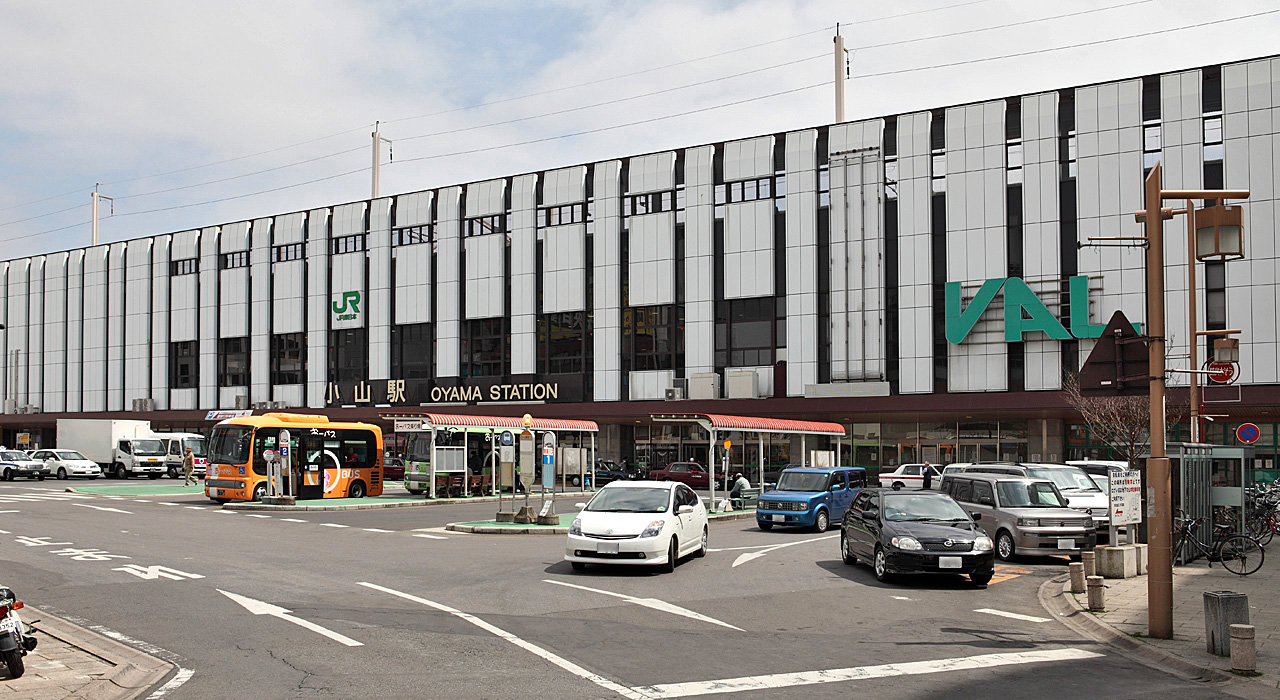
Estación de tren de Oyama
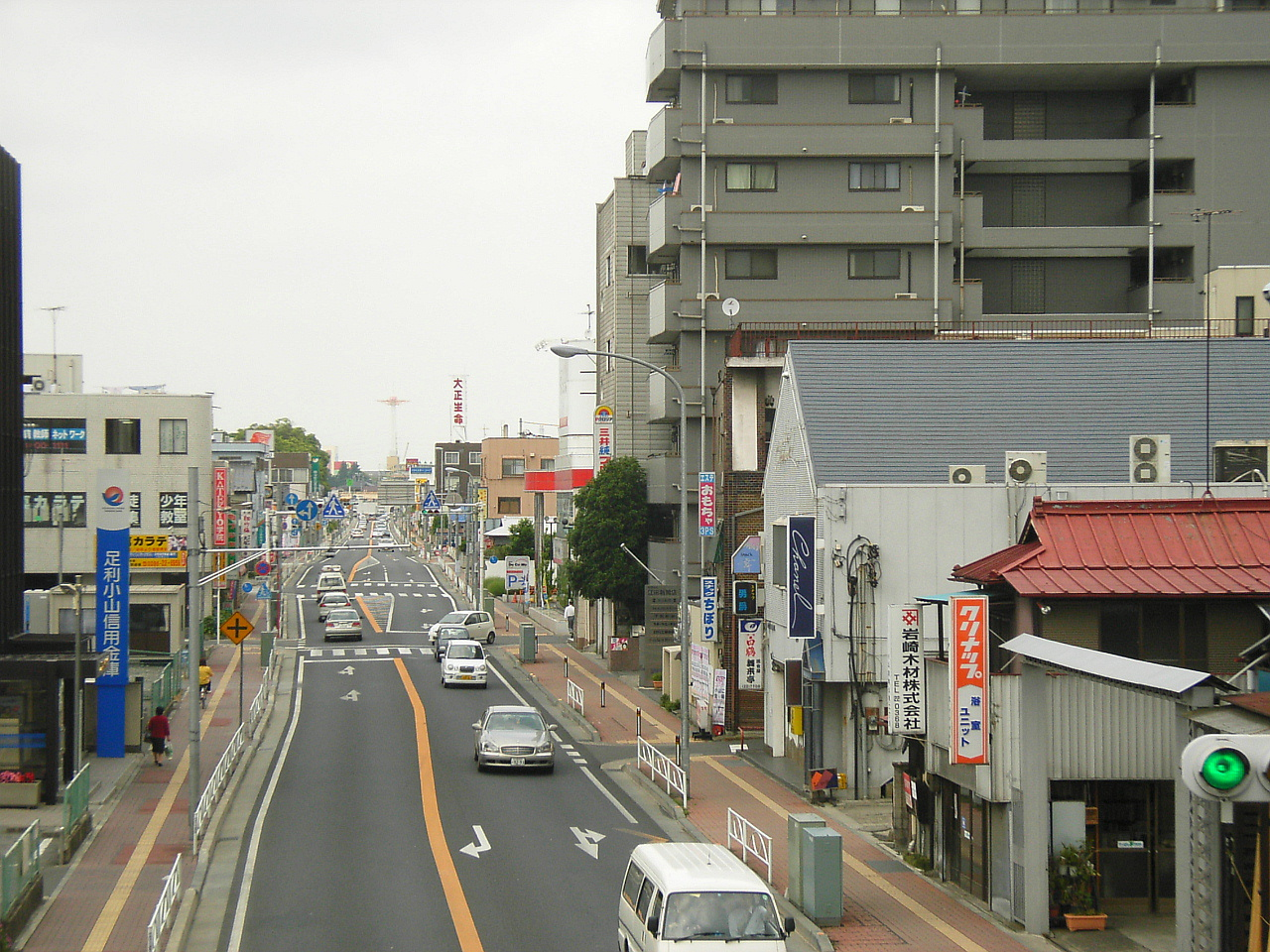
Área urbana alrededor de la calle 265
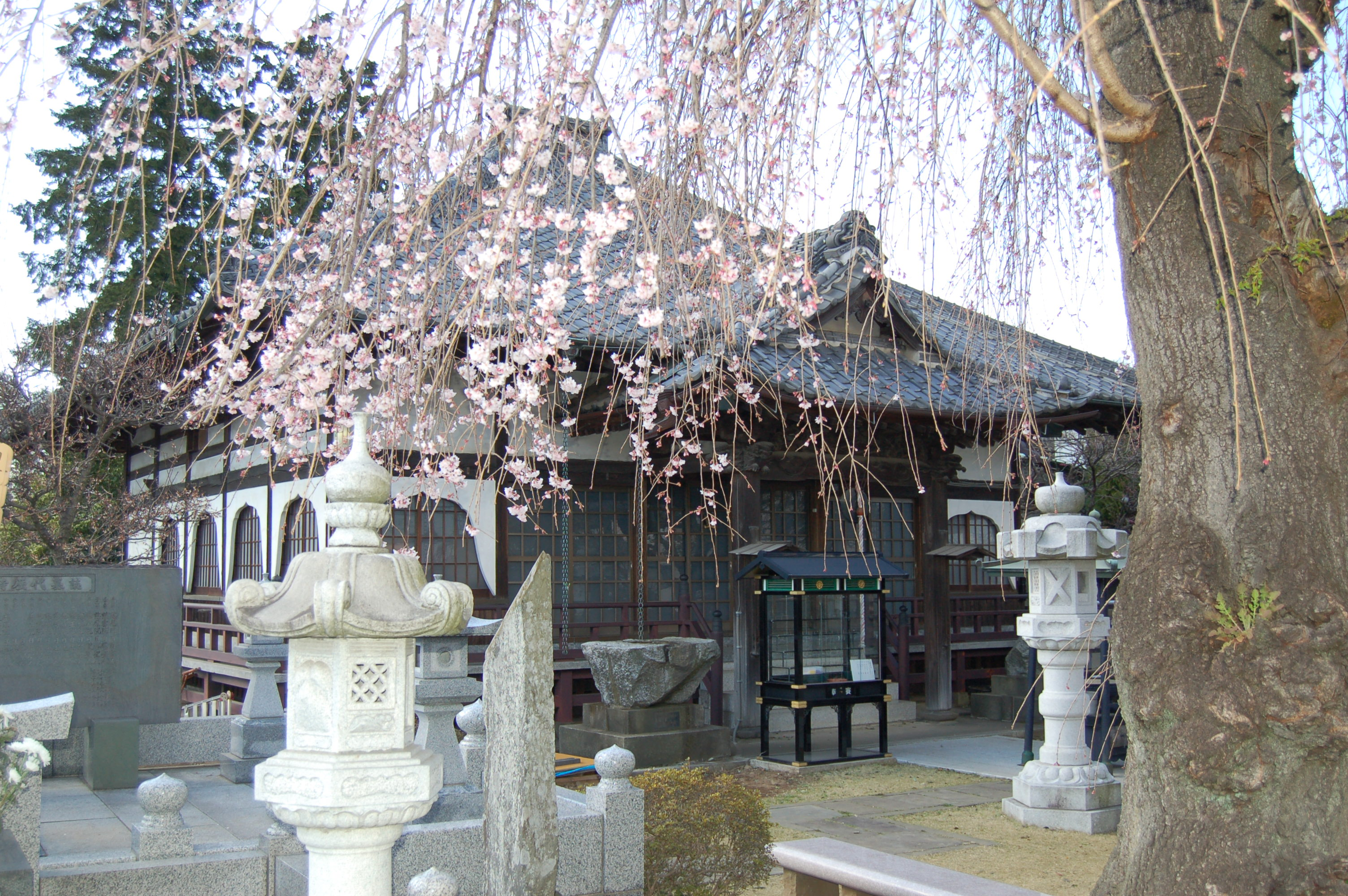
Templo Tae Ken
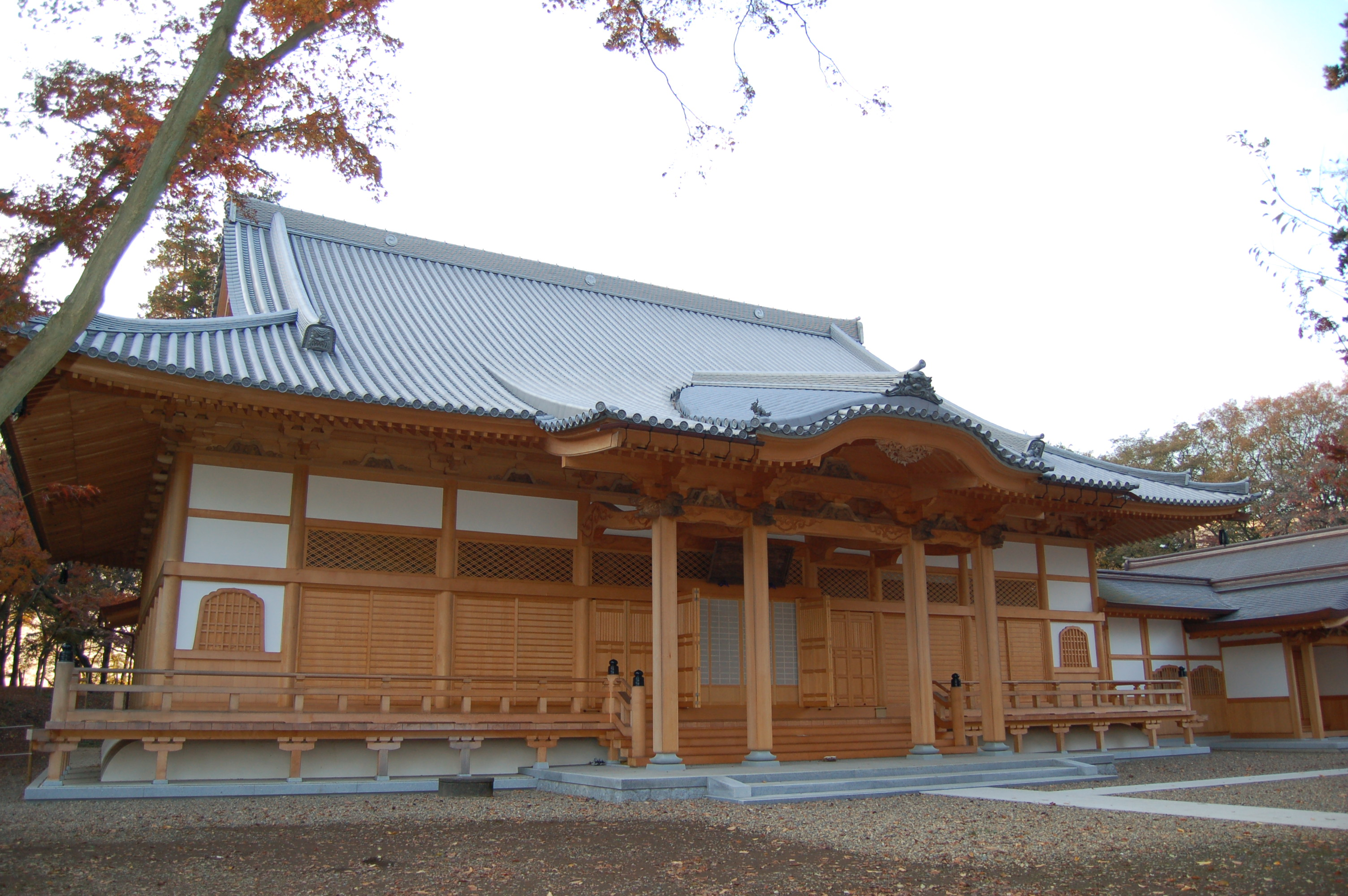
Seminario teológico Okina
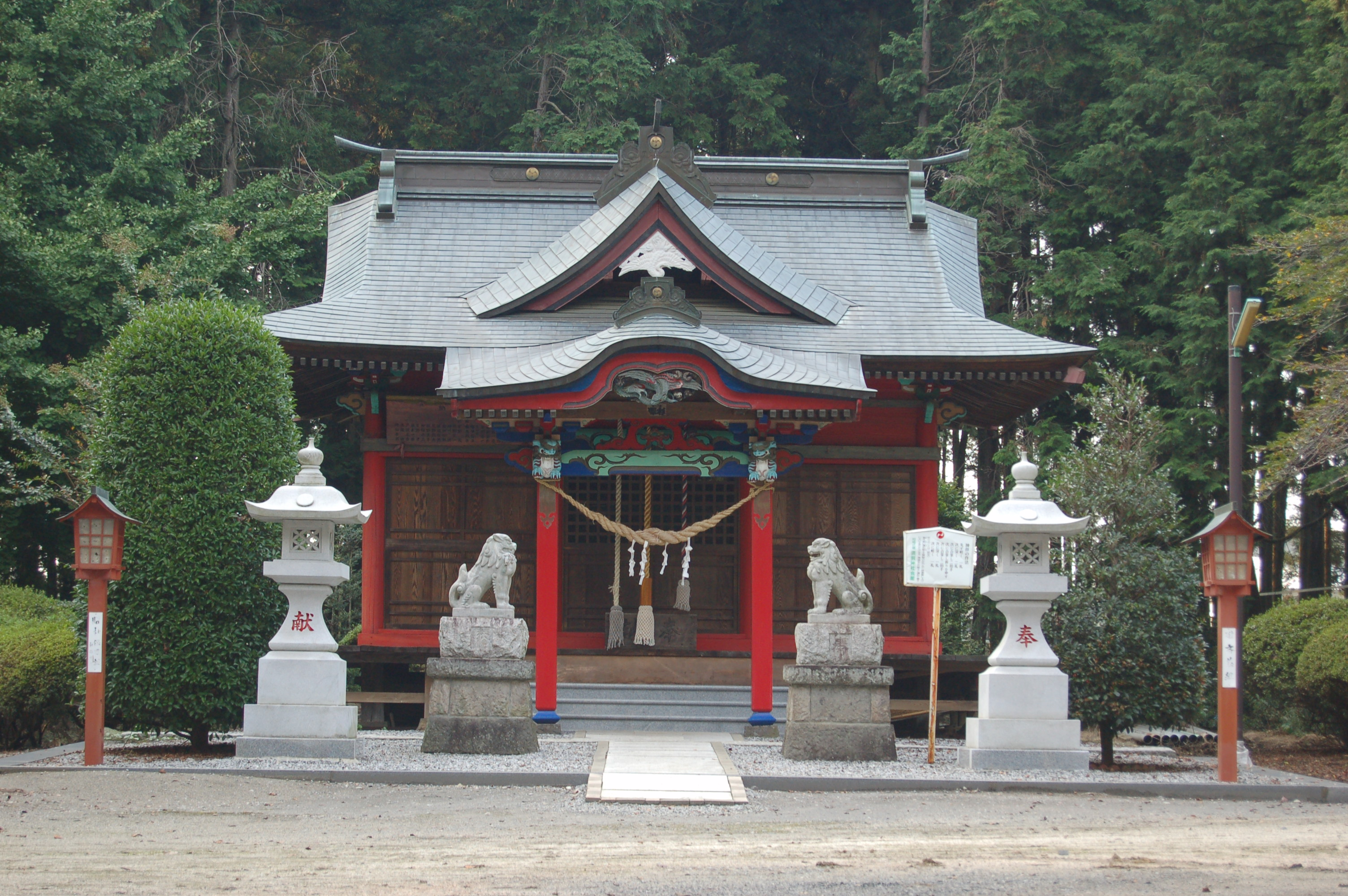
Santuario Shirahige
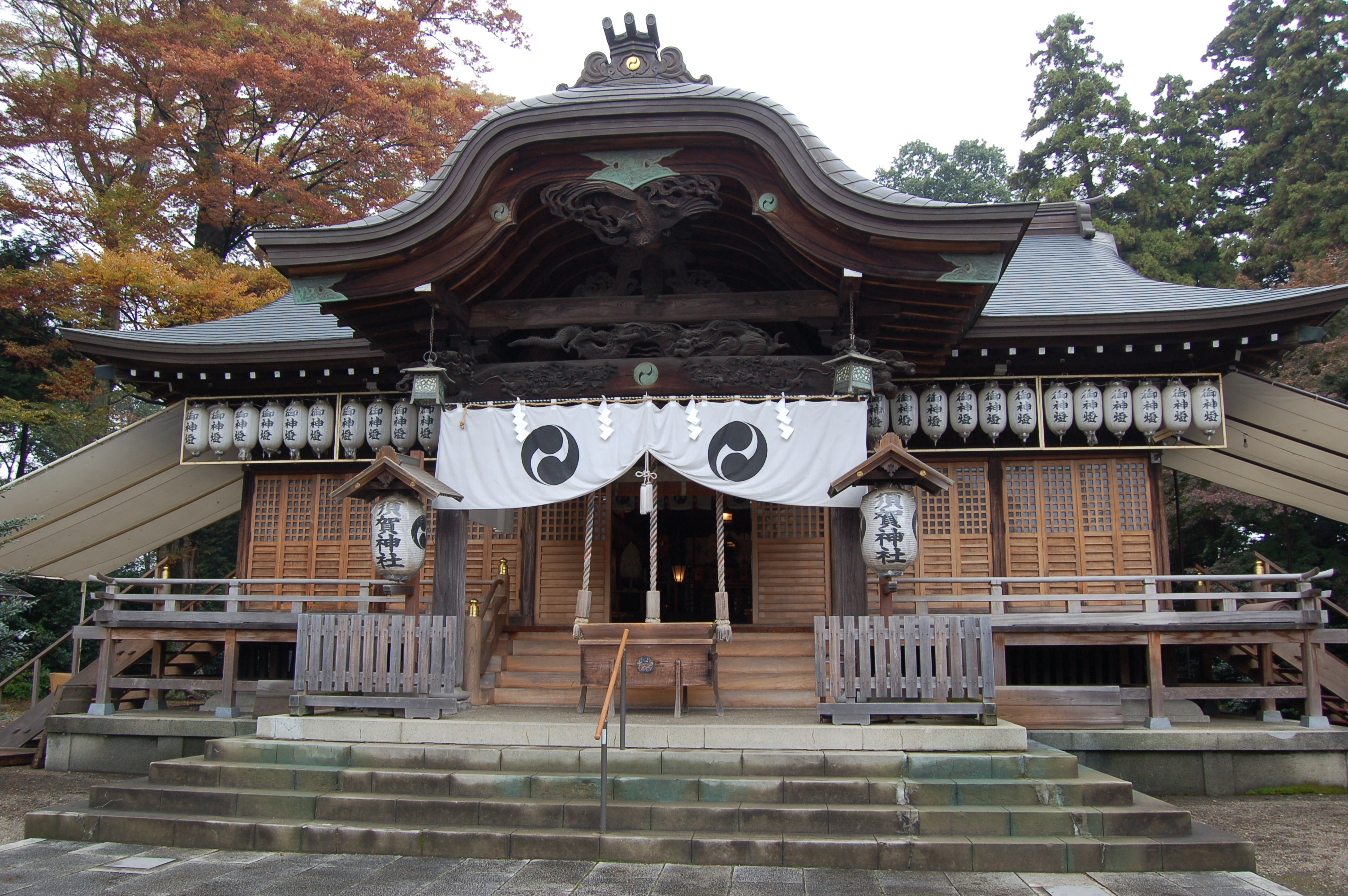
Santuario de Suga
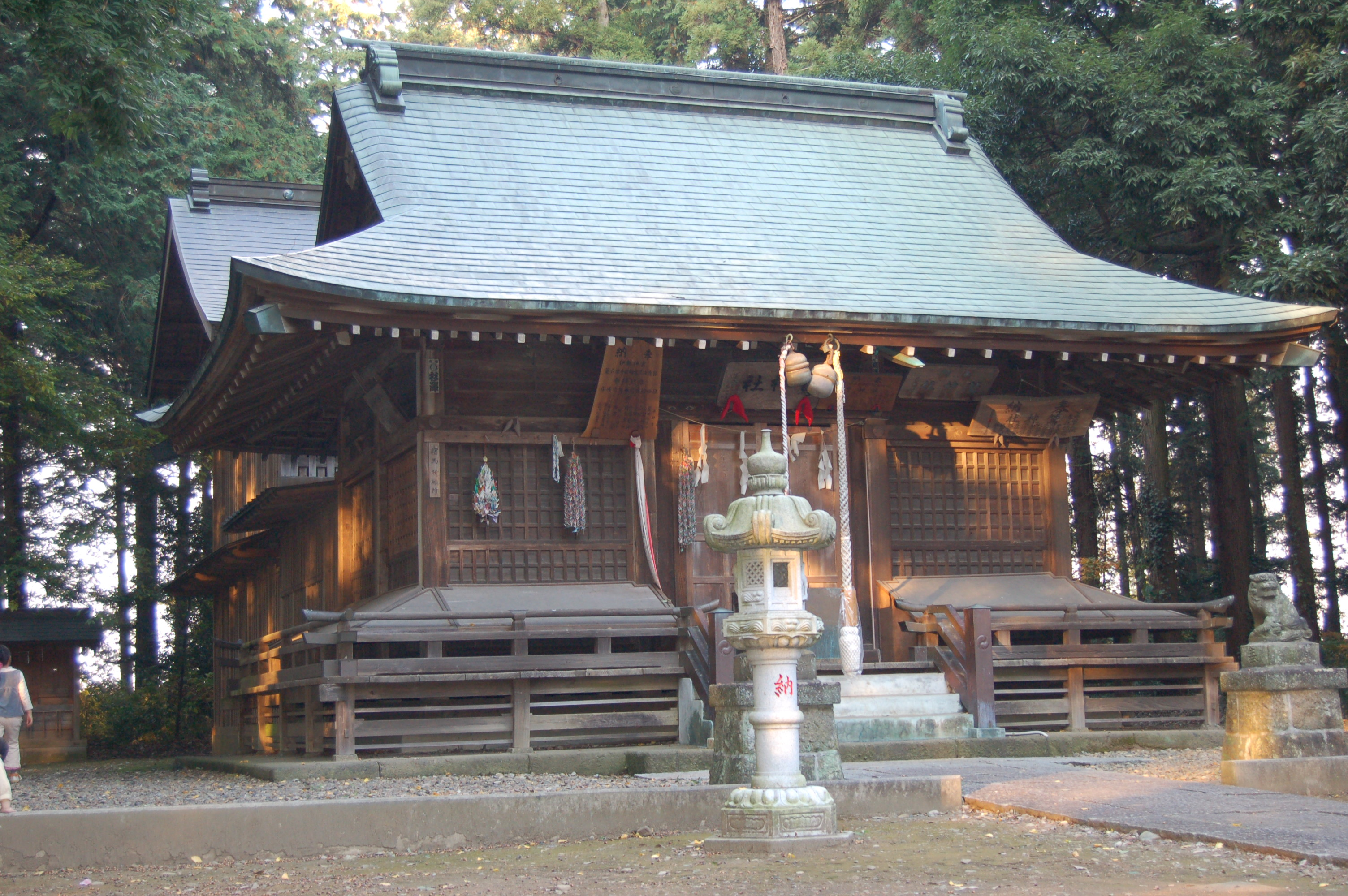
Santuario Washi
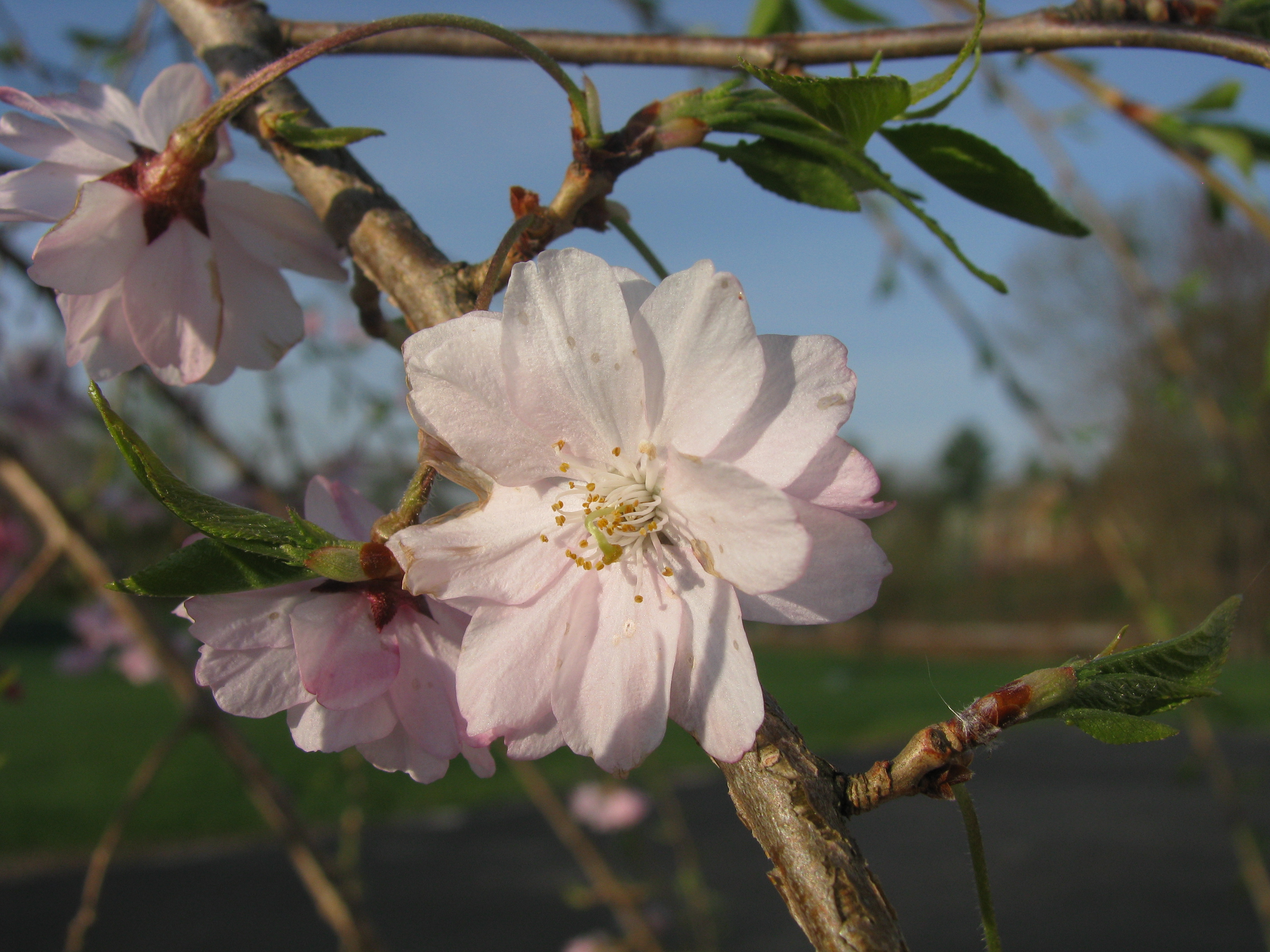
Flor del cerezo primaveral, símbolo de Oyama